# Tinamou brun
Crypturellus obsoletus
Espèce
Répartition géographique
Statut de conservation UICN

 LC  : Préoccupation mineure
Le Tinamou brun (Crypturellus obsoletus) est une espèce d'oiseaux appartenant à la famille des Tinamidae.

## Répartition et sous-espèces
Son aire s'étend de manière disparate à travers l'Amérique du Sud.
Selon la classification de référence du Congrès ornithologique international (15.1, 2025) il se répartit en neuf sous-espèces (ordre phylogénique) :
- Crypturellus obsoletus cerviniventris (Sclater, PL & Salvin, 1873) — cordillère de la Costa (Venezuela) ;
- Crypturellus obsoletus knoxi Phelps, WH Jr, 1976 — nord-ouest du Venezuela ;
- Crypturellus obsoletus castaneus (Sclater, PL, 1858) — de l'est de la Colombie au nord du Pérou ;
- Crypturellus obsoletus ochraceiventris (Stolzmann, 1926) — centre du Pérou ;
- Crypturellus obsoletus traylori Blake, 1961 — sud-est du Pérou (vallée du río Marcapata) ;
- Crypturellus obsoletus punensis (Chubb, C, 1918) — sud-est du Pérou et Bolivie ;
- Crypturellus obsoletus griseiventris (Salvadori, 1895) — est de l'Amazonie ;
- Crypturellus obsoletus hypochraceus (Miranda-Ribeiro, 1938) — sud de l'Amazonie ;
- Crypturellus obsoletus obsoletus (Temminck, 1815) — forêt atlantique.